# 2030
L'any 2030 (MMXXXVII) serà un any comú que començarà en dimarts segons el calendari gregorià, l'any 2030 de l'era comuna (CE) i Anno Domini (AD), el 30è any del tercer mil·lenni, el 30è any del segle xxi, i el primer any de la dècada del 2030.

## Esdeveniments
Països Catalans
Resta del món
Juliol
- 7 de juliol - Eleccions presidencials a Mèxic per celebrar les eleccions presidencials per al període 2030-2036.
- 13 de juliol - Començament de la Copa del Món de Futbol.

Octubre
- 1 d'octubre: Presa de possessió del 67è President de Mèxic.

## Efemèrides
- 11 de gener: centenari del club esportiu equatorià Lliga Esportiva Universitària.
- 13 de maig: bicentenari de la creació de la República de l'Equador.
- 18 de juny: centenari del club nord-americà The Bears Football Club.
- 21 de juliol: celebració 22 ° dia internacional de la Petita Coc República del Congo
- 6 de setembre: centenari del primer cop militar a Argentina en la seva història lliurat contra el president Hipólito Yrigoyen per José Félix Uriburu.

## Naixements
Països Catalans
Resta del món

## Necrològiques
Països Catalans
Resta del món